# Victorio Unamuno
Victorio Unamuno Ibarzabal (Vergara, Guipúzcoa, España, 21 de mayo de 1909-Durango, Vizcaya, España, 20 de mayo de 1988), conocido como Unamuno I, fue un futbolista español. Jugaba como delantero y su primer equipo fue el Athletic Club. También jugó en el Real Betis Balompié, con el que conquistó un título de Liga. 
Es hermano del también futbolista Vicente Unamuno, más conocido como Unamuno II.

## Trayectoria
Después de despuntar en el equipo de su localidad, el Aurrera Bergara, se unió al Deportivo Alavés en 1927. En 1928 se incorporó al Athletic Club. Debutó en la Primera División de la Liga española de fútbol el 10 de febrero de 1929 en el partido Real Sociedad 1 - 1 Athletic Club. Fue en la primera jornada de la primera edición de la Liga, con lo que Unamuno se convirtió en uno de los jugadores que formó el primer once inicial en Primera División del Athletic. En su primera etapa en el conjunto vasco logró dos Ligas y cuatro Copas del Rey. Fue especial el campeonato de Liga de la temporada 1929/30, ya que fue el primer título de la historia de su club.
Unamuno fichó por el Real Betis Balompié en 1933, debido a que llevaba tres temporadas a la sombra de Bata. En el equipo verdiblanco recuperó la titularidad y consiguió la Liga en la temporada 1934-35.
Después de la guerra civil española, en 1939, regresó para recomponer al Athletic Club. En su primera temporada consiguió un Trofeo Pichichi al marcar veinte goles en la temporada 1939/40. Allí pasó dos temporadas más, en las que coincidió con un joven Telmo Zarra.
Unamuno jugó un total de 144 partidos en Primera División y marcó 101 goles.

## Clubes
| Club               | País   | Año       |
| ------------------ | ------ | --------- |
| Aurrera Bergara    | España | 1926-1927 |
| Deportivo Alavés   | España | 1927-1928 |
| Athletic Club      | España | 1928-1933 |
| Real Betis         | España | 1933-1936 |
| Atlético de Bilbao | España | 1939-1942 |

## Palmarés

### Campeonatos regionales
| Título              | Club          | Año  |
| ------------------- | ------------- | ---- |
| Campeonato Regional | Athletic Club | 1929 |
| Campeonato Regional | Athletic Club | 1931 |
| Campeonato Regional | Athletic Club | 1932 |
| Campeonato Regional | Athletic Club | 1933 |
| Campeonato Regional | Athletic Club | 1940 |

### Campeonatos nacionales
| Título             | Club                | Año  |
| ------------------ | ------------------- | ---- |
| Campeonato de Liga | Athletic Club       | 1930 |
| Copa               | Athletic Club       | 1930 |
| Campeonato de Liga | Athletic Club       | 1931 |
| Copa               | Athletic Club       | 1931 |
| Copa               | Athletic Club       | 1932 |
| Copa               | Athletic Club       | 1933 |
| Campeonato de Liga | Real Betis Balompié | 1935 |

### Distinciones individuales
| Distinción                 | Año  |
| -------------------------- | ---- |
| Trofeo Pichichi (20 goles) | 1940 |